# Олександр Кашкевич
Олександр Кашкевич (біл. Аляксандр Кашкевіч; нар. 23 вересня 1949, с. Підгайді, Віленщина) — білоруський римо-католицький єпископ; з 13 квітня 1991 року єпископ Гродненської дієцезії.

## Життєпис
Народився в парафії м. Ейшишкес Вільнюської архідієцезії. Закінчив Вищу теологічну семінарію в Каунасі. Висвячений на священника 30 травня 1976 року. У 1976—1981 роках був вікарієм у Паневежисі, у 1981 році став парохом парафії св. Духа у Вільнюсі.

## Єпископ
13 квітня 1991 року Папа Іван Павло II призначив Олександра Кишкевича єпископом новоствореної Гродненської дієцезії. 23 травня 1991 року отримав єпископські свячення.
З 14 червня 2006 року до 3 червня 2015 року був Головою Конференції Католицьких Єпископів у Білорусі. Очолює Раду з питань міграції, туризму і паломництв.